# Лисьї Норки
Лисьї Норки (рос. Лисьи Норки) — присілок у Убінському районі Новосибірської області Російської Федерації.
Входить до складу муніципального утворення Крещєнська сільрада. Населення становить 20 осіб (2010).

## Історія
Згідно із законом від 2 червня 2004 року органом місцевого самоврядування є Крещєнська сільрада.

## Населення
| 2002 | 2007 | 2010 |
| ---- | ---- | ---- |
| 36   | ↘31  | ↘20  |